# Arbre de dialogue

Un exemple d'arbre de dialogue

Un arbre de dialogue est un mécanisme de gameplay utilisé dans de nombreux jeux d'aventure,,,,, (parmi lesquels les jeux d'action-aventure) et jeux de rôle dont les livres-jeux. Lors d'une interaction avec un personnage non-jouable, le joueur a le choix de ce qu'il va dire jusqu'à ce que la conversation prenne fin. Certains genres de jeu vidéo, tels que les visual novels et les jeux de drague, s'articulent presque entièrement autour de ces interactions entre personnages.

## Histoire
Le concept de l'arbre de dialogue existe déjà bien avant l'apparition des jeux vidéo. Le premier arbre de dialogue répertorié est décrit dans Le Jardin aux sentiers qui bifurquent, une nouvelle de 1941 de Jorge Luis Borges.